# Évolution du collège épiscopal français en 2008
Liste des évêques français
- 2004
- 2005
- 2006
- 2007
- 2008
- 2009
- 2010
- 2011
- 2012

Cette  page a pour but de présenter les évolutions intervenues au sein du collège épiscopal français au cours de l'année 2008, ainsi que la situation des évêques des diocèses de France métropolitaine et d'outre-mer, mais également des évêques français exerçant pour la curie romaine ou pour des diocèses étrangers au 31 décembre 2008.

## Évolution du1erjanvier au 31 décembre 2008
| Date       | Événement                                          | Titre                                   |
| ---------- | -------------------------------------------------- | --------------------------------------- |
| 06/01/2008 | Consécration épiscopale d'Hervé Gaschignard        | Évêque auxiliaire de Toulouse           |
| 01/02/2008 | Retraite de Gérard Defois                          | Évêque émérite de Lille                 |
| 01/02/2008 | Nomination de Laurent Ulrich                       | Évêque de Lille                         |
| 21/02/2008 | Mort de Paul Carrière                              | Évêque émérite de Laval                 |
| 22/02/2008 | Retraite de Marcel Herriot                         | Évêque émérite de Soissons              |
| 22/02/2008 | Succession comme évêque titulaire de Hervé Giraud  | Évêque de Soissons                      |
| 11/04/2008 | Nomination de Nicolas Brouwet                      | Évêque auxiliaire de Nanterre           |
| 14/04/2008 | Nomination d'Alain Castet                          | Évêque de Luçon                         |
| 15/05/2008 | Retraite d'Ernest Cabo                             | Évêque émérite de Basse-Terre           |
| 20/05/2008 | Nomination de Christophe Dufour                    | Archevêque coadjuteur d'Aix et Arles    |
| 21/05/2008 | Nomination de Thierry Scherrer                     | Évêque de Laval                         |
| 21/05/2008 | Nomination d'Eric de Moulins-Beaufort              | Évêque auxiliaire de Paris              |
| 21/05/2008 | Nomination de Renauld de Dinechin                  | Évêque auxiliaire de Paris              |
| 24/05/2008 | Retraite d'Henri Teissier                          | Archevêque émérite d'Alger              |
| 14/06/2008 | Nomination d'Yves Monot                            | Évêque d'Ouesso (Congo)                 |
| 17/06/2008 | Nomination d'Emmanuel Delmas                       | Évêque d'Angers                         |
| 24/06/2008 | Retraite de Marcel Perrier                         | Évêque émérite de Pamiers               |
| 25/06/2008 | Mort de Louis Kuehn                                | Évêque émérite de Meaux                 |
| 29/06/2008 | Consécration épiscopale d'Alain Castet             | Évêque de Luçon                         |
| 29/06/2008 | Consécration épiscopale de Nicolas Brouwet         | Évêque auxiliaire de Nanterre           |
| 03/07/2008 | Retraite de Jacques Faivre                         | Évêque émérite du Mans                  |
| 06/07/2008 | Consécration épiscopale de Thierry Scherrer        | Évêque de Laval                         |
| 14/08/2008 | Mort de Marius Maziers                             | Archevêque émérite de Bordeaux          |
| 16/08/2008 | Mort de Michel Coppenrath                          | Archevêque émérite de Papeete           |
| 05/09/2008 | Consécration épiscopale d'Eric de Moulins-Beaufort | Évêque auxiliaire de Paris              |
| 05/09/2008 | Consécration épiscopale de Renauld de Dinechin     | Évêque auxiliaire de Paris              |
| 07/09/2008 | Consécration épiscopale d'Yves Monot               | Évêque d'Ouesso (Congo)                 |
| 19/09/2008 | Nomination de Vincent Jordy                        | Évêque auxiliaire de Strasbourg         |
| 28/09/2008 | Consécration épiscopale d'Emmanuel Delmas          | Évêque d'Angers                         |
| 15/10/2008 | Retraite de Pierre Molères                         | Évêque émérite de Bayonne               |
| 15/10/2008 | Nomination de Marc Aillet                          | Évêque de Bayonne                       |
| 11/11/2008 | Consécration épiscopale de Vincent Jordy           | Évêque auxiliaire de Strasbourg         |
| 21/11/2008 | Nomination d'Yves Le Saux                          | Évêque du Mans                          |
| 21/11/2008 | Retraite de Gabriel Piroird                        | Évêque émérite de Constantine (Algérie) |
| 21/11/2008 | Nomination de Paul Desfarges                       | Évêque de Constantine (Algérie)         |
| 28/11/2008 | Nomination de Nicolas Souchu                       | Évêque auxiliaire de Rennes             |
| 28/11/2008 | Nomination de Jean-Pierre Batut                    | Évêque auxiliaire de Lyon               |
| 30/11/2008 | Consécration épiscopale de Marc Aillet             | Évêque de Bayonne, Lescar et Oloron     |

Soit pour l'année 2008:
- Seize nominations dont
  - Treize nominations de nouveaux évêques
  - Deux transferts d'évêques
  - Une succession par un évêque coadjuteur
- Dix consécrations épiscopales
- Huit départs en retraite
- Quatre décès

## Situation des évêques français au 31 décembre 2008

### Diocèses de France métropolitaine
- Agen : Hubert Herbreteau
- Aire et Dax :  Philippe Breton, Robert Sarrabère évêque émérite
- Aix-en-Provence et Arles :  Claude Feidt, Christophe Dufour archevêque coadjuteur
- Ajaccio :  Jean-Luc Brunin
- Albi :  Pierre-Marie Carré
- Amiens :  Jean-Luc Bouilleret, François Bussini évêque émérite, Jacques Noyer évêque émérite, Géry Leuliet évêque émérite
- Angers :  Emmanuel Delmas, Jean Orchampt évêque émérite
- Angoulême :  Claude Dagens, Georges Rol évêque émérite
- Annecy :  Yves Boivineau
- Arras : Jean-Paul Jaeger
- Auch, Condom, Lectoure et Lombez :  Maurice Gardès, Maurice Fréchard archevêque émérite, Gabriel Vanel évêque émérite
- Autun, Chalon et Mâcon :  Benoît Rivière, Raymond Séguy évêque émérite
- Avignon :  Jean-Pierre Cattenoz, Raymond Bouchex évêque émérite
- Bayeux et Lisieux :  Pierre Pican, Guy Gaucher évêque auxiliaire émérite
- Bayonne, Lescar et Oloron : Marc Aillet, Pierre Molères évêque émérite
- Beauvais, Noyon et Senlis :  Jean-Paul James, Adolphe-Marie Hardy évêque émérite
- Belfort-Montbéliard : Claude Schockert, Eugène Lecrosnier évêque émérite
- Belley-Ars :  Guy Bagnard
- Besançon :  André Lacrampe, Lucien Daloz archevêque émérite
- Blois :  Maurice de Germiny
- Bordeaux : cardinal Jean-Pierre Ricard, Jacques Blaquart évêque auxiliaire
- Bourges : Armand Maillard, Hubert Barbier archevêque émérite, Pierre Plateau archevêque émérite
- Cahors : Norbert Turini, Maurice Gaidon évêque émérite
- Cambrai : François Garnier
- Carcassonne : Alain Planet, Jacques Despierre évêque émérite
- Châlons-en-Champagne : Gilbert Louis
- Chambéry, Maurienne et Tarentaise : vacant
- Chartres : Michel Pansard, Michel Kuehn évêque émérite
- Clermont : Hippolyte Simon
- Coutances-et-Avranches : Stanislas Lalanne, Jacques Fihey  évêque émérite
- Créteil : Michel Santier, Daniel Labille évêque émérite
- Digne-les-Bains, Riez et Sisteron : François-Xavier Loizeau, Edmond Abelé évêque émérite
- Dijon : Roland Minnerath, Michel Coloni évêque émérite
- Évreux : Christian Nourrichard, Jacques David évêque émérite
- Évry-Corbeil-Essonnes : Michel Dubost, Guy Herbulot évêque émérite, Albert Malbois évêque émérite
- Fréjus et Toulon : Dominique Rey, Joseph Madec évêque émérite
- Gap : Jean-Michel di Falco, Georges Lagrange évêque émérite
- Grenoble : Guy de Kerimel, Louis Dufaux évêque émérite, Michel Mondésert évêque auxiliaire émérite
- Langres : Philippe Gueneley, Léon Taverdet évêque émérite
- La Rochelle et Saintes : Bernard Housset
- Laval : Thierry Scherrer
- Le Havre : Michel Guyard
- Le Mans : Yves Le Saux évêque nommé, Jacques Faivre évêque émérite
- Le Puy-en-Velay : Henri Brincard
- Lille : Laurent Ulrich, Pascal Delannoy évêque auxiliaire, Gérard Defois évêque émérite, Jean Vilnet évêque émérite
- Limoges : vacant, Léon Soulier évêque émérite
- Luçon :  Alain Castet
- Lyon : cardinal Philippe Barbarin, Thierry Brac de la Perrière évêque auxiliaire, Jean-Pierre Batut évêque auxiliaire nommé, Maurice Delorme évêque auxiliaire émérite
- Marseille : Georges Pontier, cardinal Bernard Panafieu archevêque émérite
- Meaux : Albert-Marie de Monléon, Yves Bescond évêque auxiliaire émérite
- Mende : François Jacolin, Paul Bertrand évêque émérite
- Metz : Pierre Raffin
- Montauban : Bernard Ginoux, Jacques de Saint-Blanquat évêque émérite
- Montpellier : Guy Thomazeau, Claude Azéma évêque auxiliaire
- Moulins : Pascal Roland
- Nancy-Toul : Jean-Louis Papin
- Nanterre : Gérard Daucourt, Nicolas Brouwet évêque auxiliaire, François Favreau évêque émérite
- Nantes : Georges Soubrier
- Nevers : Francis Deniau
- Nice : Louis Sankalé, Jean Bonfils évêque émérite
- Nîmes, Uzès et Alès : Robert Wattebled
- Orléans : André Fort
- Pamiers : vacant, Marcel Perrier évêque émérite
- Paris : cardinal André Vingt-Trois, Michel Pollien évêque auxiliaire, Jean-Yves Nahmias évêque auxiliaire, Jérôme Beau évêque auxiliaire, Renauld de Dinechin évêque auxiliaire, Eric de Moulins-Beaufort évêque auxiliaire, Claude Frikart évêque auxiliaire émérite
- Périgueux et Sarlat : Michel Mouïsse, Gaston Poulain évêque émérite
- Perpignan-Elne : André Marceau, Jean Chabbert évêque émérite
- Poitiers : Albert Rouet, Pascal Wintzer évêque auxiliaire
- Pontoise : Jean-Yves Riocreux
- Quimper et Léon : Jean-Marie Le Vert, Clément Guillon évêque émérite
- Reims : Thierry Jordan, Joseph Boishu évêque auxiliaire en résidence à Charleville-Mézières
- Rennes : Pierre d'Ornellas, Nicolas Souchu évêque auxiliaire nommé, Jacques Jullien archevêque émérite
- Rodez et Vabres : Bellino Ghirard
- Rouen : Jean-Charles Descubes, Joseph Duval archevêque émérite
- Saint-Brieuc et Tréguier : Lucien Fruchaud
- Saint-Claude : Jean Legrez, Gilbert Duchêne évêque émérite
- Saint-Denis : Olivier de Berranger
- Saint-Dié : Jean-Paul Mathieu, Paul-Marie Guillaume évêque émérite
- Saint-Étienne : Dominique Lebrun, Pierre Joatton évêque émérite, Paul-Marie Rousset évêque émérite
- Saint-Flour : Bruno Grua, René Séjourné émérite
- Séez : Jean-Claude Boulanger
- Sens et Auxerre : Yves Patenôtre, Georges Gilson archevêque émérite
- Soissons, Laon et Saint-Quentin : Hervé Giraud, Marcel Herriot évêque émérite
- Strasbourg : Jean-Pierre Grallet, Christian Kratz évêque auxiliaire, Vincent Jordy évêque auxiliaire, Joseph Doré archevêque émérite, Charles-Amarin Brand archevêque émérite, Léon Hégelé évêque auxiliaire émérite
- Tarbes et Lourdes : Jacques Perrier
- Toulouse : Robert Le Gall, Hervé Gaschignard évêque auxiliaire, Émile Marcus archevêque émérite
- Tours : Bernard-Nicolas Aubertin, cardinal Jean Honoré archevêque émérite
- Troyes : Marc Stenger
- Tulle : Bernard Charrier
- Valence : Jean-Christophe Lagleize, Didier-Léon Marchand évêque émérite
- Vannes : Raymond Centène, François-Mathurin Gourvès évêque émérite
- Verdun : François Maupu
- Versailles : Éric Aumonier, Jean-Charles Thomas évêque émérite, Louis Simonneaux évêque émérite
- Viviers : François Blondel

### Diocèses de France d'outre-mer
- Basse-Terre et Pointe-à-Pitre : vacant, Ernest Cabo évêque émérite
- Cayenne : Emmanuel Lafont
- Fort-de-France et Saint-Pierre : Michel Méranville
- Taiohae (ou Tefenuaenata) (Îles Marquises) : Guy Chevalier, Hervé-Maria Le Cléac’h évêque émérite
- Îles Wallis-et-Futuna : Ghislain de Rasilly
- Nouméa : Michel-Marie Calvet
- Papeete : Hubert Coppenrath
- Saint-Denis de La Réunion : Gilbert Aubry
- Saint-Pierre et Miquelon : Lucien Fischer vicaire apostolique

### Autres fonctions en France
- Diocèse aux Armées : Patrick Le Gal
- Éparchie Sainte-Croix-de-Paris des Arméniens catholiques de France : Grégoire Ghabroyan
- Exarchat apostolique de France des Ukrainiens: Michel Hrynchyshyn
- Ordinariat des catholiques des Églises orientales : cardinal André Vingt-Trois ordinaire
- Mission de France : Yves Patenôtre, Georges Gilson prélat émérite, Jean Rémond évêque auxiliaire émérite

### Au service de laCurie romaine
- Secrétairerie d'État : Dominique Mamberti secrétaire pour les relations avec les États
- Administration apostolique en Estonie : Philippe Jourdan administrateur apostolique
- Nonciature au Kenya : Alain Lebeaupin nonce
- Nonciature en Iran : Jean-Paul Gobel nonce
- Nonciature au Mexique : Christophe Pierre nonce
- Nonciature aux Pays-Bas : François Bacqué nonce
- Nonciature auprès de l'Union européenne : André Dupuy nonce
- Congrégation pour l'éducation catholique : Jean-Louis Bruguès secrétaire
- Conseil pontifical pour la culture : cardinal Paul Poupard président émérite
- Conseil pontifical pour le dialogue inter-religieux : cardinal Jean-Louis Tauran président
- Conseil pontifical « Justice et Paix » : cardinal Roger Etchegaray président émérite

### Au service de diocèses étrangers
- Alger (Algérie) : Henri Teissier évêque émérite
- Andong (Corée du Sud) : René Dupont évêque émérite
- Berbérati (République Centrafricaine) : Jérôme Martin évêque émérite
- Constantine (Algérie) : Paul Desfarges, Gabriel Piroird évêque émérite
- Daloa (Côte d'Ivoire) : Pierre Rouanet évêque émérite
- Djibouti (Djibouti) : Georges Perron évêque émérite
- Guajara-Mirim (Brésil): Geraldo Verdier
- Istanbul (Turquie): Louis Pelâtre vicaire apostolique
- Kerema (Papouasie-Nouvelle-Guinée) : Paul Marx
- Laghouat (Algérie) : Claude Rault
- Mananjary (Madagascar) : Robert Chapuis évêque émérite
- Monaco : Bernard Barsi, Joseph Sardou archevêque émérite
- Mouila (Gabon) : Dominique Bonnet
- Moundou (Tchad) : Samuel Gaumain évêque émérite
- N'Djaména (Tchad) : Charles Vandame archevêque émérite
- Niamey (Niger) : Michel Cartatéguy, Guy Romano évêque émérite
- Nouakchott (Mauritanie) : Robert de Boissonneaux de Chevigny évêque émérite
- Oran (Algérie) : Alphonse Georger
- Ouesso (République du Congo) : Yves Monot
- Paksé (Laos) : Jean Urkia vicaire apostolique émérite
- Pala (Tchad) : Georges-Hilaire Dupont évêque émérite
- Phnom-Penh (Cambodge) : Emile Destombes vicaire apostolique, Yves Ramousse vicaire apostolique émérite
- Port Victoria (Seychelles) : Xavier Baronnet évêque émérite
- Rabat (Maroc) : Vincent Landel évêque
- Santissima Conceição do Araguaia (Brésil) : Dominique You
- Savannakhet (Laos) : Pierre Bach vicaire apostolique émérite
- Temuco (Chili) : Jorge-Maria Hourton Poisson évêque auxiliaire émérite
- Tôlagnaro (Madagascar) : Jean Zévaco évêque émérite
- Viana (Brésil) : Xavier Gilles de Maupeou  évêque

### In Partibus Infidelium
- Partenia : Jacques Gaillot